# Scandinavian Race Uppsala 2011
La 103e édition de la Scandinavian Race Uppsala a eu lieu le 14 mai 2011. Elle a été remportée par le Letton Andžs Flaksis.

## Classement final
Andžs Flaksis remporte la course en parcourant les 193,5 kilomètres en 4 h 17 min 30 s à la vitesse moyenne de 45,087 km/h.
| Classement final | Classement final  | Classement final | Classement final                | Classement final   |
|                  | Coureur           | Pays             | Équipe                          | Temps              |
| ---------------- | ----------------- | ---------------- | ------------------------------- | ------------------ |
| 1er              | Andžs Flaksis     | Lettonie         | '                               | en 4 h 17 min 30 s |
| 2e               | Armands Bēcis     | Lettonie         |                                 | m.t                |
| 3e               | Michael Stevenson | Suède            | SparebankenVest-Ridley          | + 21 s             |
| 4e               | Michael Olsson    | Suède            | CykelCity.se                    | m.t                |
| 5e               | Alexander Gingsjö | Suède            |                                 | + 31 s             |
| 6e               | Lars Andersson    | Suède            |                                 | + 32 s             |
| 7e               | Andris Smirnovs   | Lettonie         |                                 | m.t                |
| 8e               | Roy Hegreberg     | Norvège          | SparebankenVest-Ridley          | m.t                |
| 9e               | Erki Pütsep       | Estonie          | Alpha Baltic-Unitymarathons.com | m.t                |
| 10e              | Florian Bissinger | Allemagne        | Arbö Gebrüder Weiss-Oberndorfer | m.t                |
| modifier         |                   |                  |                                 |                    |